# 펠리스 로서
펠리스 로서(영어: Felice Rosser)는 미국의 싱어송라이터, 베이스 연주자, 연기자이자 작가이다. 미국 미시간주 디트로이트에서 태어났으며, 뉴욕에서 거주하고 일하고 있다. 페이스NYC(영어: FaithNYC)라는 밴드에서 활동하고 있다.

## 경력

### 음악
로서의 음악 경력은 가수 겸 기타리스트인 디어프랑스(deerfrance)와 예술가이자 작가인 제니퍼 재즈와 함께하는 밴드에서 베이스를 연주하면서 시작되었다. 이후 로서는 레게 음악에 관심을 가지게 되었고, 드러머 아네트 크리셋이 이끄는 여성 밴드 시스트렌(Sistren)에 합류하였다. 이후 부시 테트라스, 장미셸 바스키아, 게리 루카스, 슬리츠의 아리 업을 포함한 많은 음악가 및 예술가와 함께 협업했다. 로서는 기타리스트 나오 하카마다가 있는 그룹 페이스(Faith)에서 활동하였다. 페이스는 싱글 〈Like Springtime〉/〈Lost〉 와 2001년과 2007년 각각 정규 음반 《Time to Fall in Love Again》과 《A Place Where Love Can Grow》를 발매하였다. 2016년과 2021년에는 EP 《Soul Secrets》와 《Shadowman》을 공개하였다. 2024년 페이스NYC라는 이름으로 《Love is a Wish Away》를 발매했다.

### 연기
로서는 짐 자무시가 감독한 《영원한 휴가》, 새라 드라이버의 《You are not I》, 리지 보르덴 감독의 《Born in Flames》 등의 영화에 출연하였다. 또한 로서는 푸에르토리카국립 여행 극장과 오프브로드웨이 작품 "Driving on the Left Side"의 제작에 참여하였다.

### 작가
로서는 봄 매거진(Bomb Magazine)에서 다양한 단편 글을 기고하였다.

## 디스코그래피

### 음반
페이스/페이스NYC
- Time to Fall in Love Again (2000)
- A Place Where Love Can Grow (2007)
- Soul Secrets (2016)
- Shadowman (2021)

- Love is a Wish Away (2024)